# Лакадиви
Лакадиви су острва у Арапском мору, која представљају најмању савезну територију Индије. Састоје се од 12 коралних атола, 5 морских уздигнућа и бројних малих острва, који се налазе на 200-300 km од индијске државе Керале. Укупна површина је 32 km². Једанаест острва је настањено. Насељена острва су: Агати, Амини, Андрот, Бангарам, Битра, Четлат, Кадмат, Калпени, Каварати, Килтан и Миникој. Главна острва су Каварати, Миникој, Агати и Амини. Укупно сва острва имају 60.595 становника. Аеродром се налази на Агатију. Туристима је потребна дозвола да би посетили Лакадиве, а странцима је забрањена посета неким острвима. 

## Историја
Васко да Гама је био први Европљанин, који је посетио Лакадиве, а Енглези су били први, који су их истражили. Пре њих арапски путописац Ибн Батута описао је Лакадиве. Португалци су успоставили тврђаву 1498, али становништво се побунило и протерало их. Тигар од Мајсора је 1787. заузео групу острва Аминдиви (Амини, Кадмат, Килтан, Четлат и Битра). После Трећег англо-мајсорског рата Енглези заузимају Аминдиве и прикључују их јужноканарском дистрикту. Остатак Лакадива остаје у вазалном положају под Чиракалима. После неког времена Британци потпуно преузимају контролу Лакадива. Острва су постала 1956. савезна територија Индије. Лакадивима управља администратор, кога поставља индијска влада

## Демографија
На острвима се говори малајалам језик. Народно је предање да су њихови преци били трговци, које су олуја и бродолом бацили на Лакадиве.
Људи су етнички слични народу Керале и представљају мешавину Индијаца и Арапа. Изузетак је најјужније острво Миникој, где су људи слични народу Малдива и говоре језик сличан језику на Малдивима. На Миникоју је 93% становништва муслиманско.

## Економија
Због изолованости и лепоте Лакадиви постају велика туристичка атракција. Туризам постаје значајан извор прихода. 